# Prionomelia ceraea
Prionomelia ceraea är en fjärilsart som beskrevs av Frederick H. Rindge 1958. Prionomelia ceraea ingår i släktet Prionomelia och familjen mätare. Inga underarter finns listade i Catalogue of Life.